# Visseiche
Visseiche est une commune française située dans le département d'Ille-et-Vilaine, en région Bretagne, peuplée de 868 habitants.

## Géographie

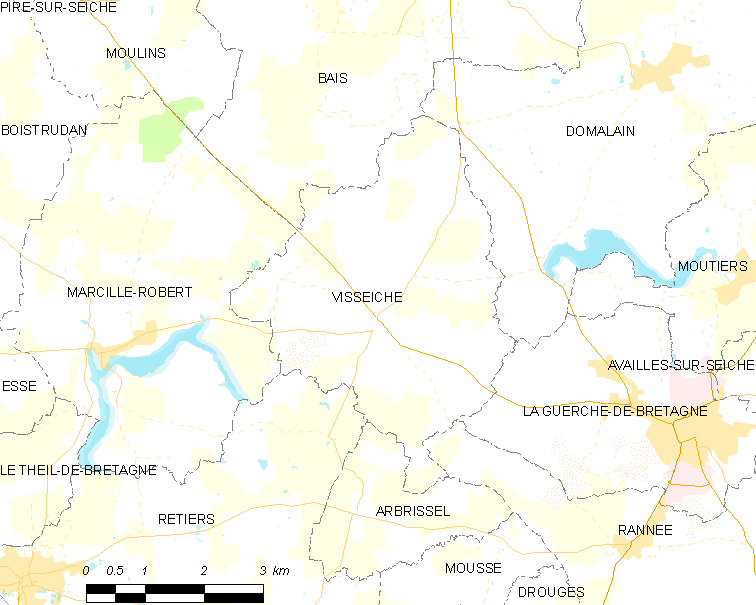
Carte de la commune de Visseiche.

La Seiche, affluent de rive gauche de la Vilaine, traverse la commune de Visseiche, passant au sud du bourg. C'est une rivière réputée très poissonneuse, mais hélas parfois les poissons y sont victimes de pollutions comme en août 2017,. En amont de Visseiche, ce cours d'eau a traversé l'étang de Carcraon et servi un temps de limite communale avec Domalain.
Au nord-ouest, la commune est délimitée par le ruisseau du Bas Mesnil, affluent de rive droite de la Seiche, qui se jette dans celle-ci au niveau de l'étang de Marcillé, et sert en partie de limite communale avec Marcillé-Robert.

### Hydrographie
Pour un article plus général, voir Réseau hydrographique d'Ille-et-Vilaine.
La commune est située dans le bassin Loire-Bretagne. Elle est drainée par la Seiche, le Mesnil, le ruisseau de Boulnaie et le ruisseau du Bas mesnil,,.
La Seiche, d'une longueur de 97 km, prend sa source dans la commune du Pertre et se jette  dans la Vilaine à Bruz, après avoir traversé 24 communes. 

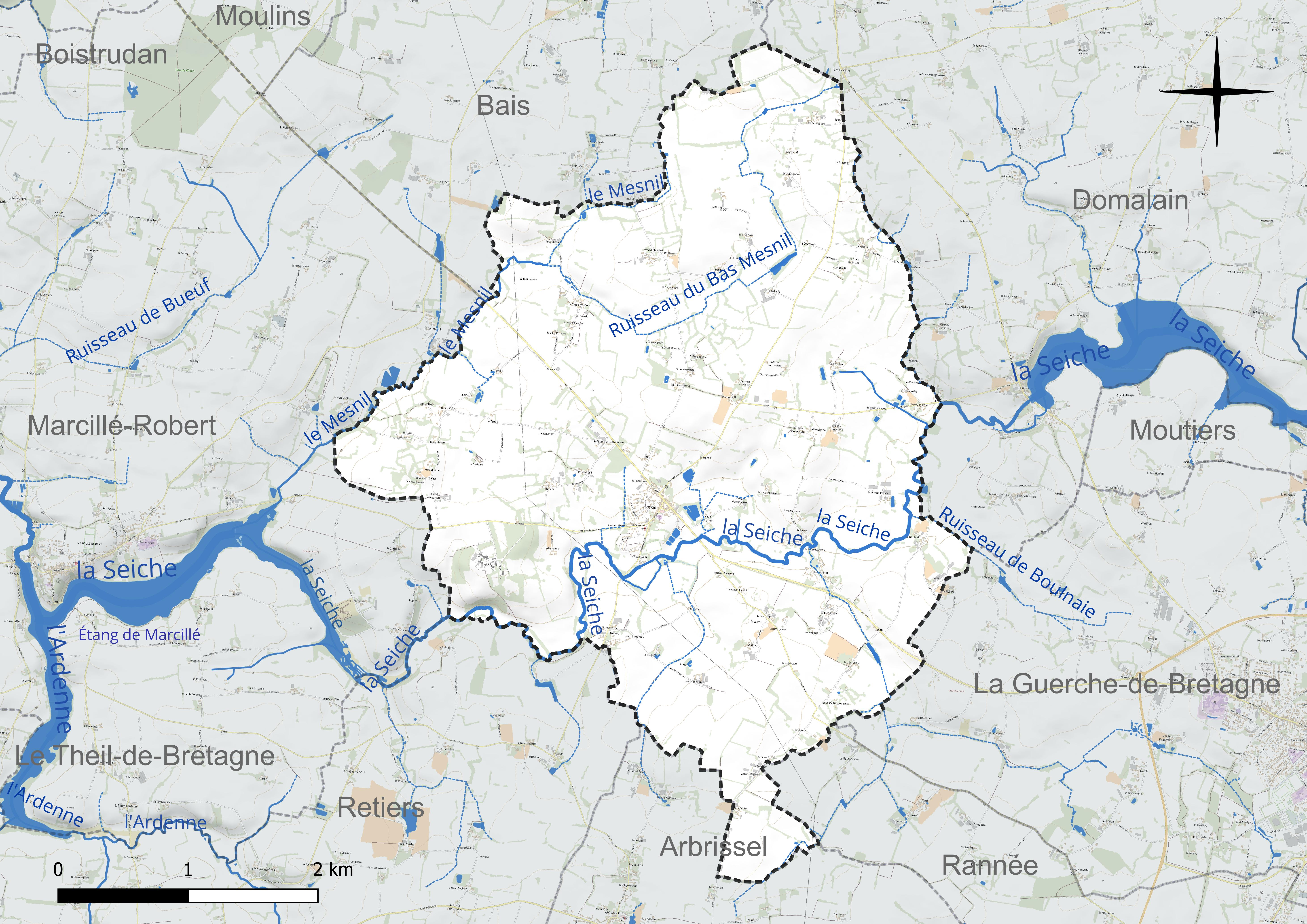
Réseau hydrographique de Visseiche.

### Climat
Pour des articles plus généraux, voir Climat de la Bretagne et Climat d'Ille-et-Vilaine.
En 2010, le climat de la commune est de type climat océanique altéré, selon une étude du CNRS s'appuyant sur une série de données couvrant la période 1971-2000. En 2020, Météo-France publie une typologie des climats de la France métropolitaine dans laquelle la commune est exposée à un climat océanique et est dans la région climatique  Bretagne orientale et méridionale, Pays nantais, Vendée, caractérisée par une faible pluviométrie en été et une bonne insolation. Parallèlement l'observatoire de l'environnement en Bretagne publie en 2020 un zonage climatique de la région Bretagne, s'appuyant sur des données de Météo-France de 2009. La commune est, selon ce zonage, dans la zone « Sud Est », avec des étés relativement chauds et ensoleillés.  
Pour la période 1971-2000, la température annuelle moyenne est de 11,5 °C, avec une amplitude thermique annuelle de 13,2 °C. Le cumul annuel moyen de précipitations est de 739 mm, avec 12,6 jours de précipitations en janvier et 6,5 jours en juillet. Pour la période 1991-2020, la température moyenne annuelle observée sur la station météorologique la plus proche, située sur la commune d'Arbrissel à 3 km à vol d'oiseau, est de 12,1 °C et le cumul annuel moyen de précipitations est de 718,7 mm,. Pour l'avenir, les paramètres climatiques de la commune estimés pour 2050 selon différents scénarios d'émission de gaz à effet de serre sont consultables sur un site dédié publié par Météo-France en novembre 2022.

## Urbanisme

### Typologie
Au 1er janvier 2024, Visseiche est catégorisée commune rurale à habitat dispersé, selon la nouvelle grille communale de densité à sept niveaux définie par l'Insee en 2022.
Elle est située hors unité urbaine. Par ailleurs la commune fait partie de l'aire d'attraction de La Guerche-de-Bretagne, dont elle est une commune de la couronne,. Cette aire, qui regroupe 11 communes, est catégorisée dans les aires de moins de 50 000 habitants,.

### Occupation des sols
L'occupation des sols de la commune, telle qu'elle ressort de la base de données européenne d'occupation biophysique des sols Corine Land Cover (CLC), est marquée par l'importance des territoires agricoles (98,4 % en 2018), en diminution par rapport à 1990 (100 %). La répartition détaillée en 2018 est la suivante : 
zones agricoles hétérogènes (68,2 %), terres arables (28,8 %), zones urbanisées (1,6 %), prairies (1,4 %). L'évolution de l'occupation des sols de la commune et de ses infrastructures peut être observée sur les différentes représentations cartographiques du territoire : la carte de Cassini (XVIIIe siècle), la carte d'état-major (1820-1866) et les cartes ou photos aériennes de l'IGN pour la période actuelle (1950 à aujourd'hui).

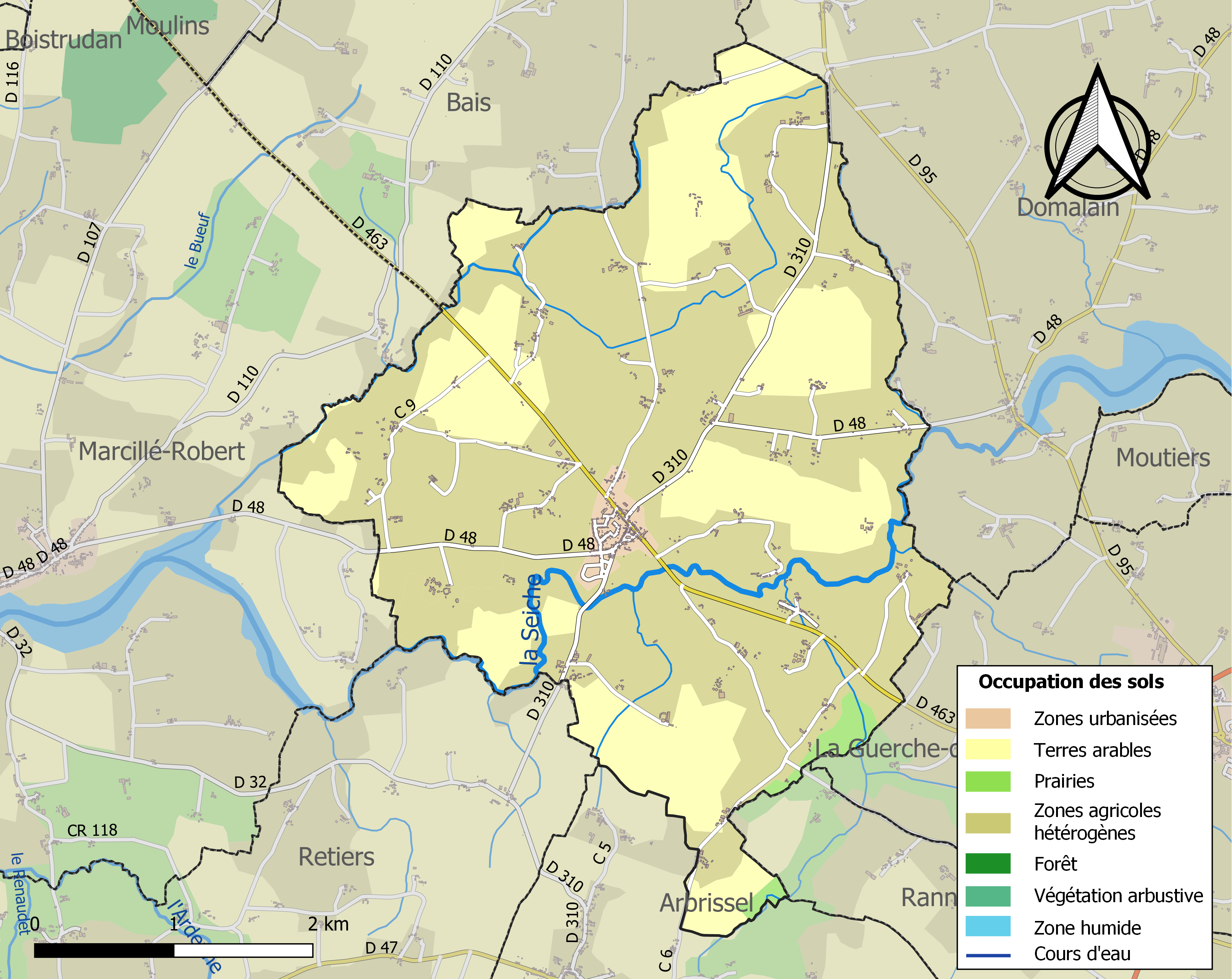
Carte des infrastructures et de l'occupation des sols de la commune en 2018 (CLC).

## Toponymie
Le nom de la localité est attesté sous les formes Visechia en 1115, Vissegia en 1156, Visicca en 1184, vicus sipia, parochia de Visecha en 1240, Vissecha en 1516.
En latin classique, vicus est un quartier de ville ou bourgade rurale ; dans la Gaule romaine puis franque, un village, une ville de taille moyenne ou de moyenne importance, sans fortifications particulière.
Visseiche signifie donc « village ou bourg sur la Seiche ».

## Histoire

### Antiquité
Lieu de passage dès l'Antiquité, Visseiche est citée sur la table de Peutinger sous le nom de Vicus Sipia sur l'itinéraire reliant à l'Antiquité Rennes et Angers. Les fouilles réalisées en 1995 ont mis au jour les fondations constituées de pieux en bois de la voie antique reliant Condate Riedonum (Rennes) à Juliomagus (Angers). « Une couche de poutres de bois recouverte d'une chape de graviers et d'argile supportait la chaussée ainsi drainée et stabilisée. Dans un second temps, un important ouvrage franchissant la rivière a été mis en œuvre. Il était constitué d'une digue et d'un pont supporté par des pieux de chêne ». Cet ouvrage est daté des années 20 avant J.-C..
C'était là qu'était la station romaine de Sipia (d'où Vicus Sipia [Visseiche]), indiquée par les itinéraires sur la voie romaine qui reliait Angers à Rennes. On trouve fréquemment dans le bourg et aux environs des traces de cette antiquité, entre autres des cercueils en calcaire coquillier, des substructions cimentées à chaux et à sable, des petits fourneaux de brique disposés comme ceux des bains romains, etc.

### Moyen Âge
Des fouilles ont également mis en évidence des habitats du Haut Moyen Âge, ainsi que deux nécropoles en usage du VIe siècle au XIe siècle. La nécropole carolingienne concerne 72 individus : elle fut abandonnée dans le courant du XIe siècle, ce que prouve l'existence d'une chapelle dédiée à saint Pierre construite à son emplacement à cette époque.

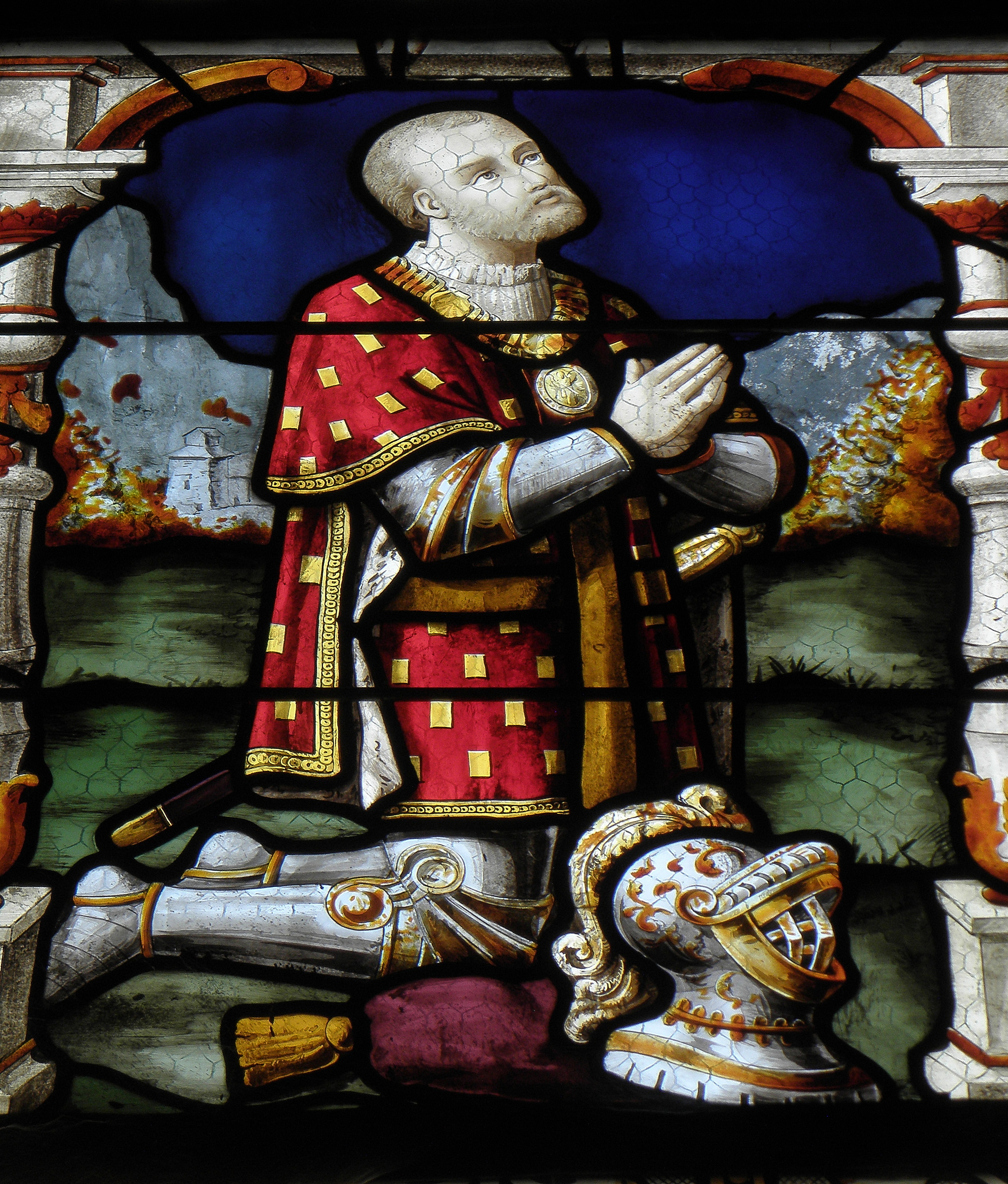
Vitrail de l'église paroissiale Saint-Pierre représentant Jacques de Champagné.

En 1115, Brient de Visseiche, et en 1156, Raoul de Visseiche furent témoins des donations faites par les sires de la Guerche au prieuré Saint-Nicolas de cette ville. En 1184, Simon de Visseiche, seigneur de Visseiche, donna lui-même à l'abbaye de Saint-Melaine une dîme qu'il possédait en la paroisse de Noyal-sur-Vilaine.
En 1415, Anne d'Épinai, dame de Fontenaille, demanda par testament d'être enterrée dans l'église de cette paroisse et ordonna qu'il soit dit cinq cents messes dans cette église pour le repos de son âme.
La paroisse de Visseiche dépendait autrefois de la châtellenie du Désert, qui appartint aux barons de Châteaubriant, puis à ceux de Vitré à partir de 1542, et disposait du droit de haute justice. Le chef-lieu de la châtellenie du Désert se trouvait au manoir de la Rivière du Désert, en Visseiche, et s'étendait sur le territoire des paroisses d'Availles, Bais, Brielles, Chancé, Domalain, Gennes, Moulins, Moutiers, Le Pertre, Saint-Germain-du-Pinel, Vergéal et Visseiche.
Le manoir de la Montagne est mentionné dès le XIIIe siècle : il fut la propriété de la famille Champagné (Gohier Ier de Champagné est seigneur de la Montagne en 1246 ; son petit-fils Gohier III participa à une croisade ; certains de leurs descendants Jean Ier, Jean II et Jean III de Champagné furent tous les trois chambellans du duc de Bretagne, le dernier cité étant aussi connétable de Rennes en 1541 et son fils Jacques de Champagné est représenté sur un vitrail de l'église paroissiale Saint-Pierre, puis de la famille Hay, seigneur des Nétumières à partir de 1583 en raison du mariage de Françoise de Champagné avec Paul Hay des Nétumières, lequel fut président à mortier au Parlement de Bretagne.

### Époque moderne
Jean-Baptiste Ogée décrit ainsi Visseiche en 1778 : 

« Visseiche, sur la route de Rennes à La Guerche ; à sept lieues un tiers de Rennes, son évêché et son ressort, et à une lieue un huitième de La Guerche, sa subdélégation. On y compte 1 300 communiants ; la cure est présentée par un chanoine de l'église cathédrale de Rennes. Le territoire, coupé par la rivière de Seiche et d'une superficie assez plane, est couvert d'arbres et de buissons ; il offre à la vue des terres bien cultivées. »

### LeXIXesiècle
A. Marteville et P. Varin, continuateurs d'Ogée, décrivent ainsi Visseiche en 1845 :

« Visseiche (sous l'invocation de saint Pierre) : commune formée par l'ancienne paroisse du même nom, aujourd'hui succursale. (...). Principaux villages : la Fresnais, le Haut-Etanchet, la Thébaudière, la Vaudrie, la Florancière, la Blandinière, la Basse-Bussonnière, l'Onglée, la Gauffrère, l'Arnerie. Maisons importantes : la Montagne, la Grande-Motte, la Grand'Rivière. Superficie totale : 1 602 hectares (...) dont terres labourables 1 076 ha, prés et pâtures 240 ha, bois 81 ha, vergers et jardins 69 ha, landes et incultes 61 ha (...). Moulins : quatre (de Visseiche, de la Grand-Rivière, minoteries, à eau ; de la Grand'Rivière , de la Grande-Motte, à vent). (...) Les anciens châteaux étaient la Montagne et Longlée. Celui-ci sert de magasin pour fourrage ; le premier a été démoli en 1839 pour servir à la construction d'une maison moderne. Géologie : schiste argileux. On parle le français. »

### LeXXesiècle

#### La Belle Époque
Le 25 janvier 1904 eut lieu l'expulsion des religieux de l'école libre (privée) de Visseiche en fonction de la loi sur les congrégations.

#### La Première Guerre mondiale
Le monument aux morts de Visseiche porte les noms de 48 soldats morts pour la France pendant la Première Guerre mondiale ; sept soldats sont morts en Belgique dont six dès l'année 1914, un - Émile Morel - en Serbie dans le cadre de l'expédition de Salonique, la plupart des autres sont morts sur le sol français ; parmi eux Louis Couasnon, décoré de la Médaille militaire et de la Croix de guerre, tué à l'ennemi le 10 septembre 1917 à Vauxaillon (Aisne).
Joseph Boucherie, aumônier militaire au 154e régiment d'infanterie, est mort pour la France des suites de ses blessures le 13 février 1919 à Bou Denib (Maroc). Il a été décoré de la Croix de guerre et fait chevalier de la Légion d'honneur.

#### La Seconde Guerre mondiale
Le monument aux morts de Visseiche porte les noms de deux hommes - Victor Hervé et Théophile Martin- morts pour la France pendant la Seconde Guerre mondiale.

#### L'après-Seconde Guerre mondiale
Claude Barbé est mort pour la France le 5 juin 1957, tué à l'ennemi à Tiaret (Algérie) pendant la Guerre d'Algérie.

## Politique et administration
| Période                                  | Période   | Identité         | Étiquette | Qualité              |
| ---------------------------------------- | --------- | ---------------- | --------- | -------------------- |
| mars 1977                                | mars 2001 | Maurice Viel     |           | Agriculteur          |
| mars 2001                                | mars 2008 | Fernand Crosnier |           | Agriculteur retraité |
| mars 2008                                | En cours  | Bruno Gatel      | UDI       | VRP                  |
| Les données manquantes sont à compléter. |           |                  |           |                      |

## Démographie
L'évolution du nombre d'habitants est connue à travers les recensements de la population effectués dans la commune depuis 1793. Pour les communes de moins de 10 000 habitants, une enquête de recensement portant sur toute la population est réalisée tous les cinq ans, les populations de référence des années intermédiaires étant quant à elles estimées par interpolation ou extrapolation. Pour la commune, le premier recensement exhaustif entrant dans le cadre du nouveau dispositif a été réalisé en 2007.
En 2022, la commune comptait 868 habitants, en évolution de +6,9 % par rapport à 2016 (Ille-et-Vilaine : +5,46 %, France hors Mayotte : +2,11 %).
| 1793  | 1800  | 1806  | 1821  | 1831  | 1836  | 1841  | 1846  | 1851  |
| ----- | ----- | ----- | ----- | ----- | ----- | ----- | ----- | ----- |
| 1 303 | 1 211 | 1 811 | 1 600 | 1 559 | 1 531 | 1 514 | 1 580 | 1 580 |

| 1856  | 1861  | 1866  | 1872  | 1876  | 1881  | 1886  | 1891  | 1896  |
| ----- | ----- | ----- | ----- | ----- | ----- | ----- | ----- | ----- |
| 1 579 | 1 445 | 1 412 | 1 337 | 1 371 | 1 342 | 1 316 | 1 318 | 1 270 |

| 1901  | 1906  | 1911  | 1921  | 1926  | 1931  | 1936  | 1946  | 1954  |
| ----- | ----- | ----- | ----- | ----- | ----- | ----- | ----- | ----- |
| 1 176 | 1 153 | 1 144 | 1 027 | 1 018 | 1 069 | 1 051 | 1 050 | 1 027 |

| 1962 | 1968 | 1975 | 1982 | 1990 | 1999 | 2006 | 2007 | 2012 |
| ---- | ---- | ---- | ---- | ---- | ---- | ---- | ---- | ---- |
| 981  | 904  | 785  | 723  | 689  | 687  | 804  | 821  | 807  |

| 2017 | 2022 | - | - | - | - | - | - | - |
| ---- | ---- | - | - | - | - | - | - | - |
| 823  | 868  | - | - | - | - | - | - | - |

## Transports
La commune est desservie par la ligne de bus n° 8 de Vitré Communauté.

## Lieux et monuments

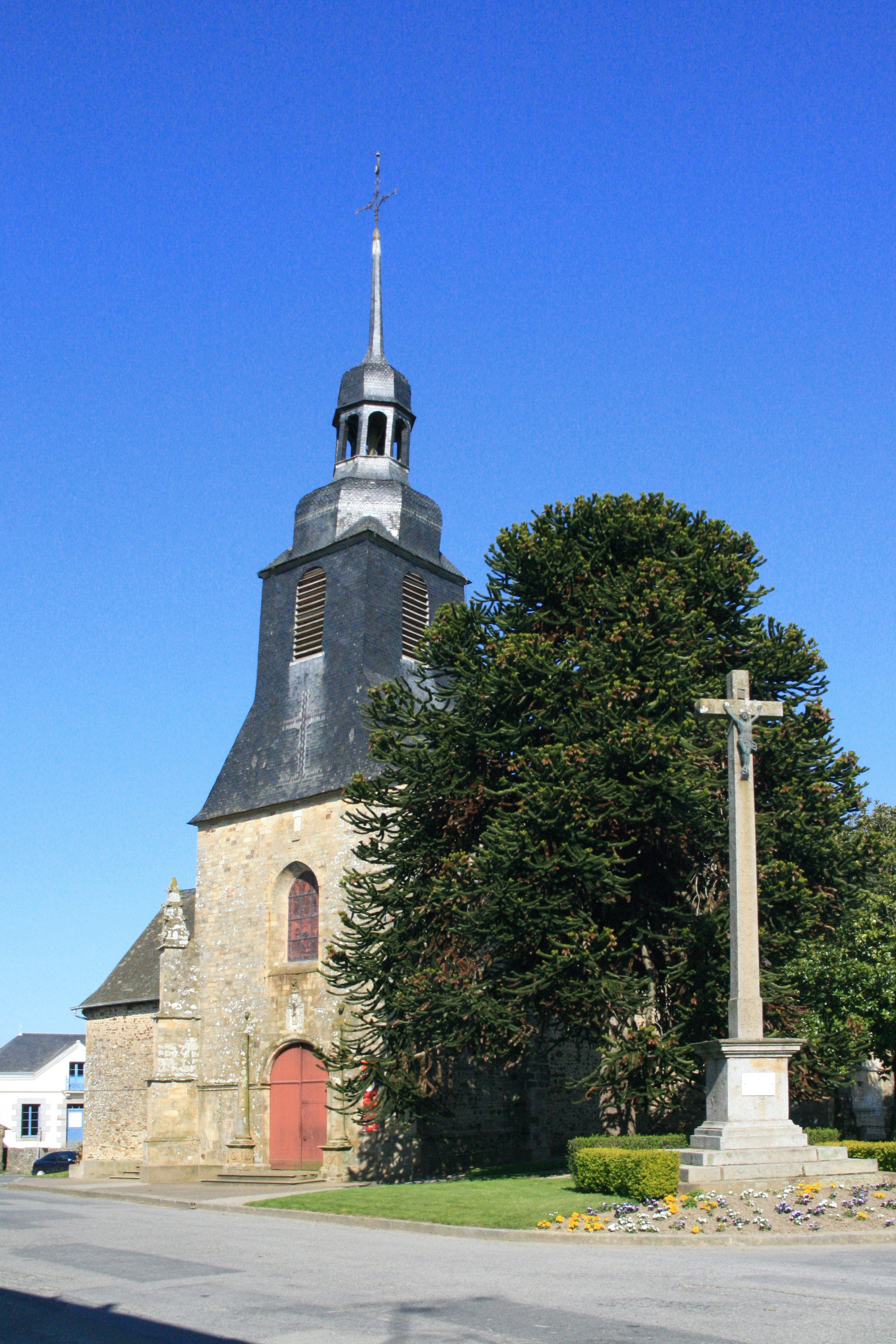
L'église paroissiale Saint-Pierre.

- Le château de la Montagne, sur le site d'un ancien manoir attesté dès le XIIIe siècle et abandonné par la famille Hay des Nétumières en 1784 au profit du château voisin de Monbouan, le château de la Montagne est bâti en 1884 par l'architecte Henri Mellet pour le comte Pierre-Élie Hay des Nétumières : terrasse aménagée par un architecte de Vitré, vers 1900, construction de la chapelle en 1929 en ex-voto de la Grande Guerre par Madame des Nétumières, construit dans le style néo-XVIIe, le château est une demeure atypique dans la production d'Henri Mellet, mais peut être considéré comme un exemple représentatif et digne d'intérêt à l'échelle du département d'Ille-et-Vilaine. Le château conserve son décor intérieur.

La commune compte un monument historique :
- l'église Saint-Pierre, construite aux XIe et XIIe siècles avec d'importants ajouts du XVIe siècle. Inscrite en 1926, elle a été classée par arrêté du 13 septembre 1990[44]. L'intérieur comprend de beaux retables lavallois dont celui du chœur, en pierre et en marbre.

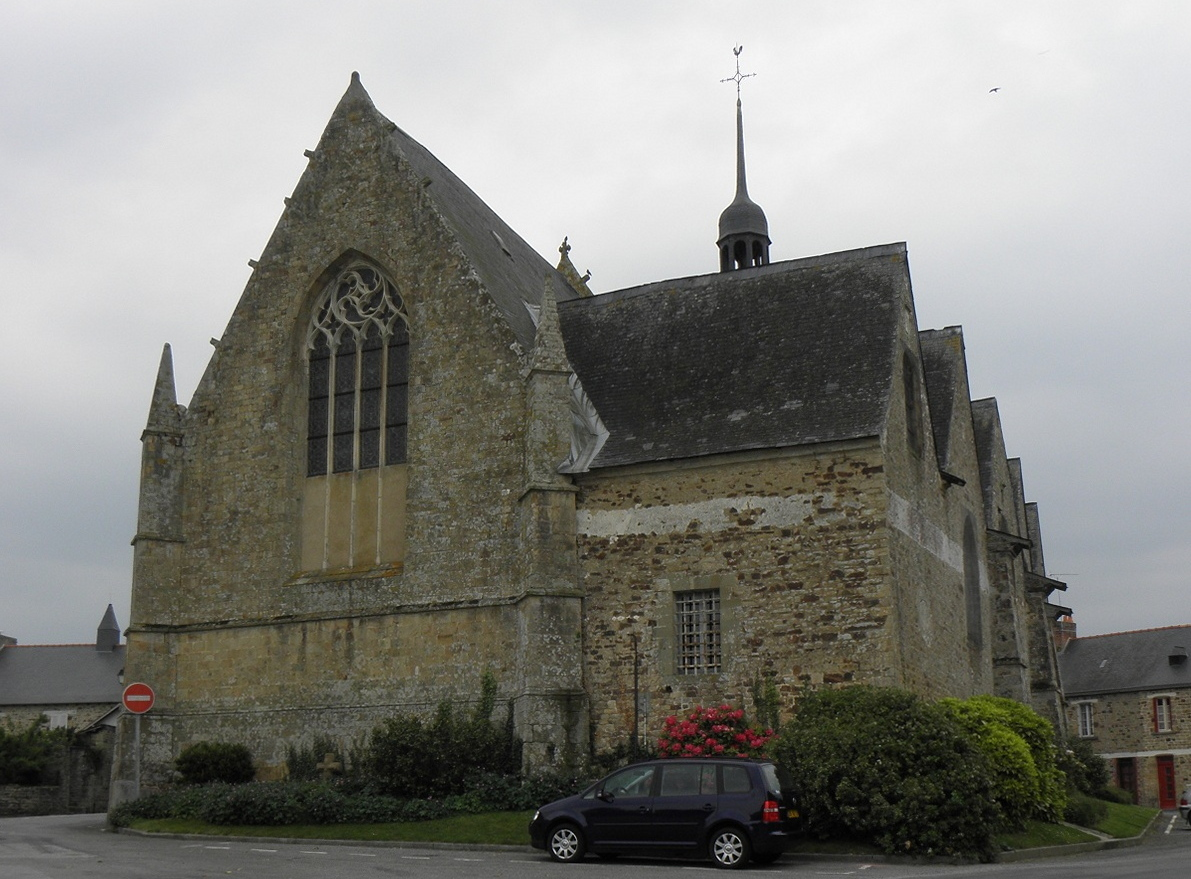
Chevet et sacristie.
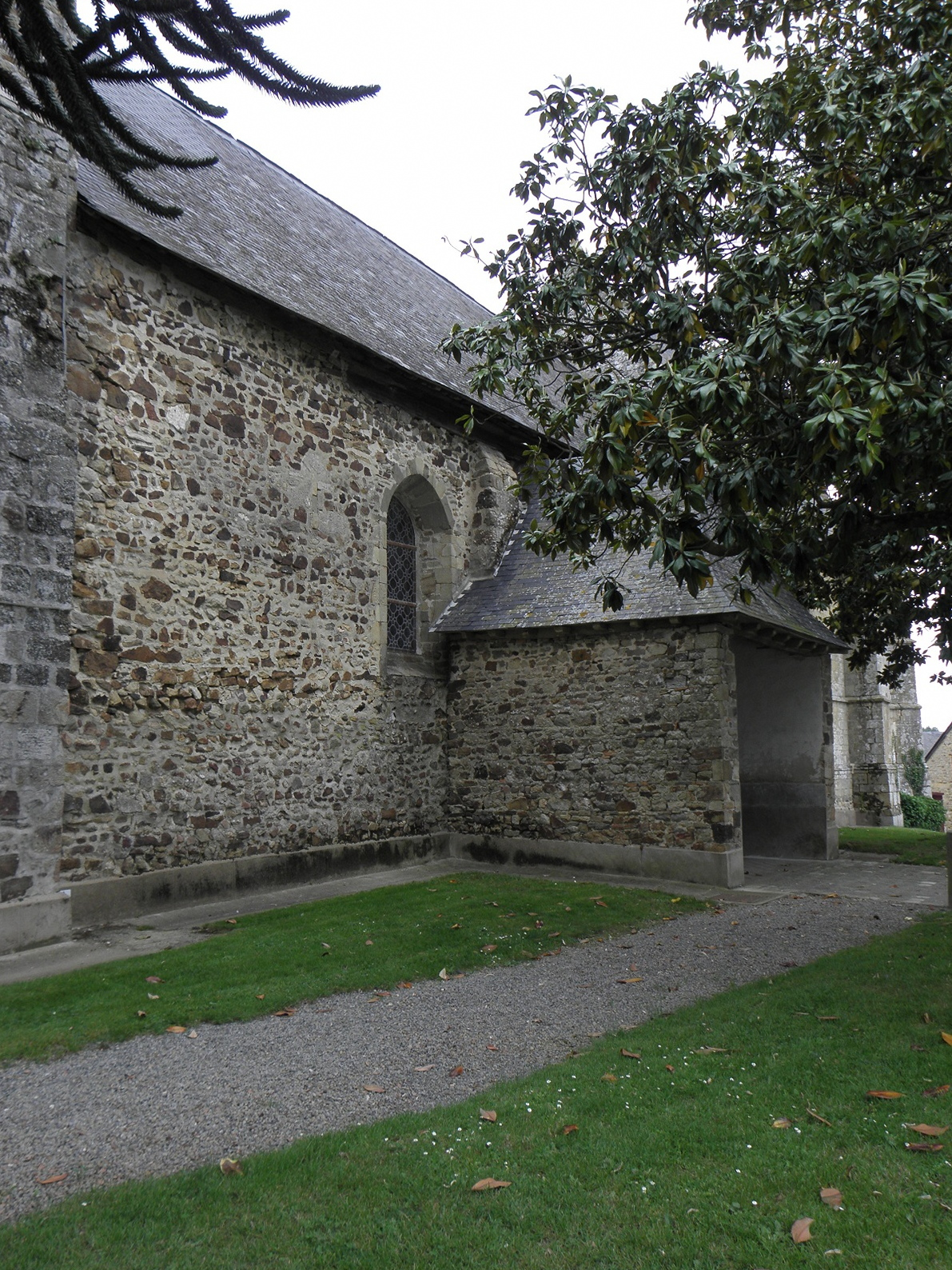
Porche sud.
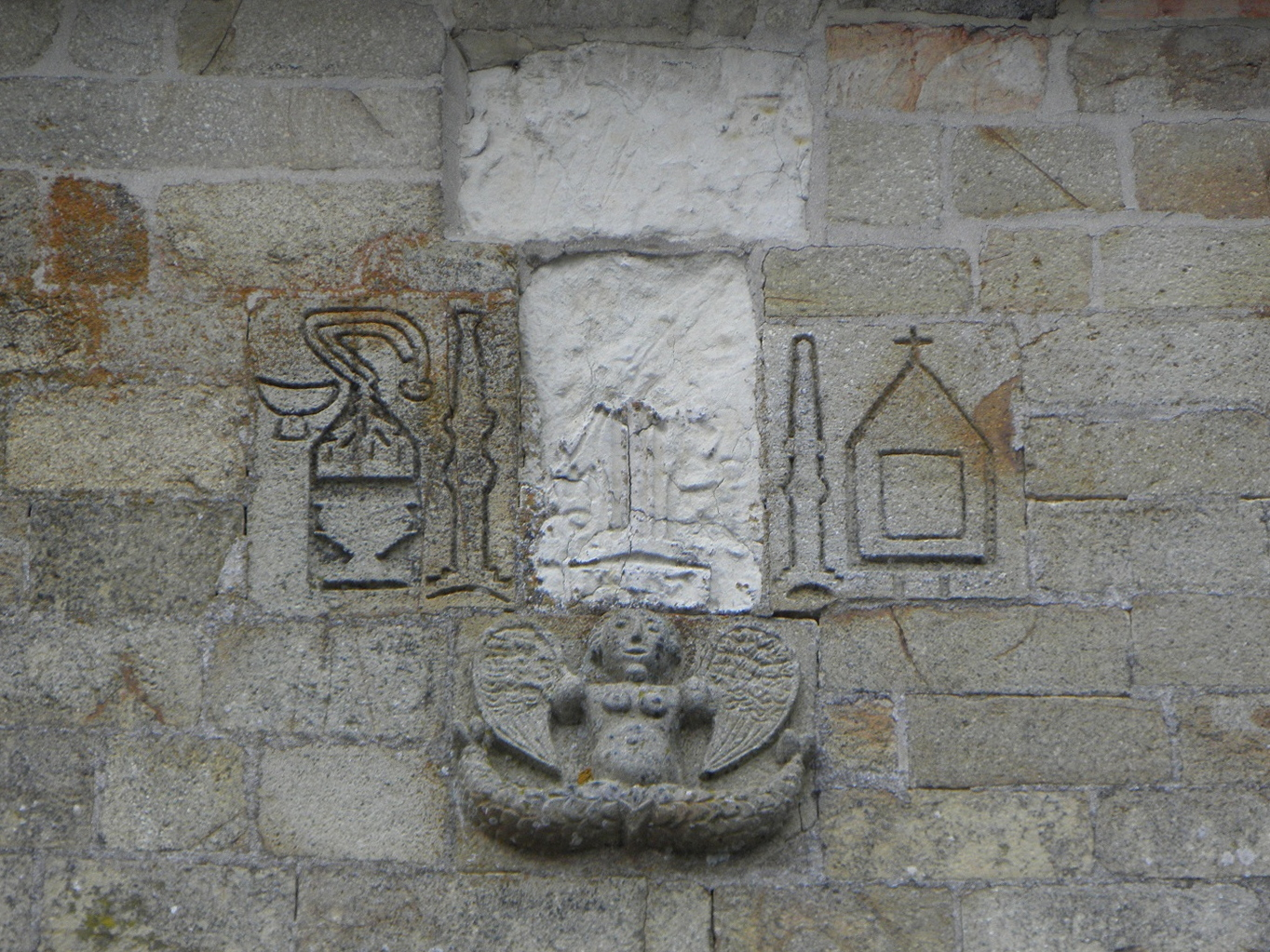
Éléments sculptés de la façade occidentale.
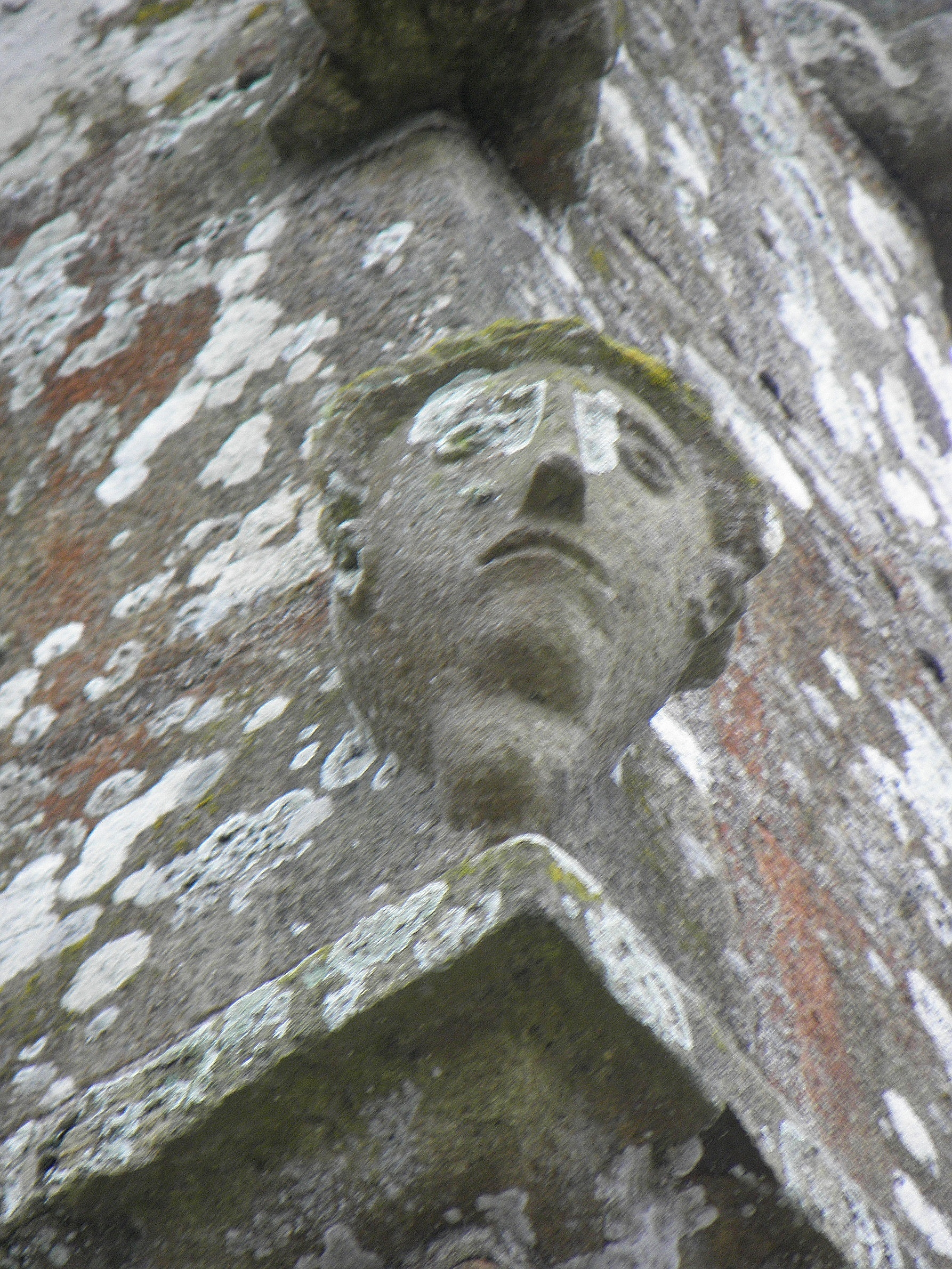
Tête anthropomorphe du pinacle droit de la façade occidentale.
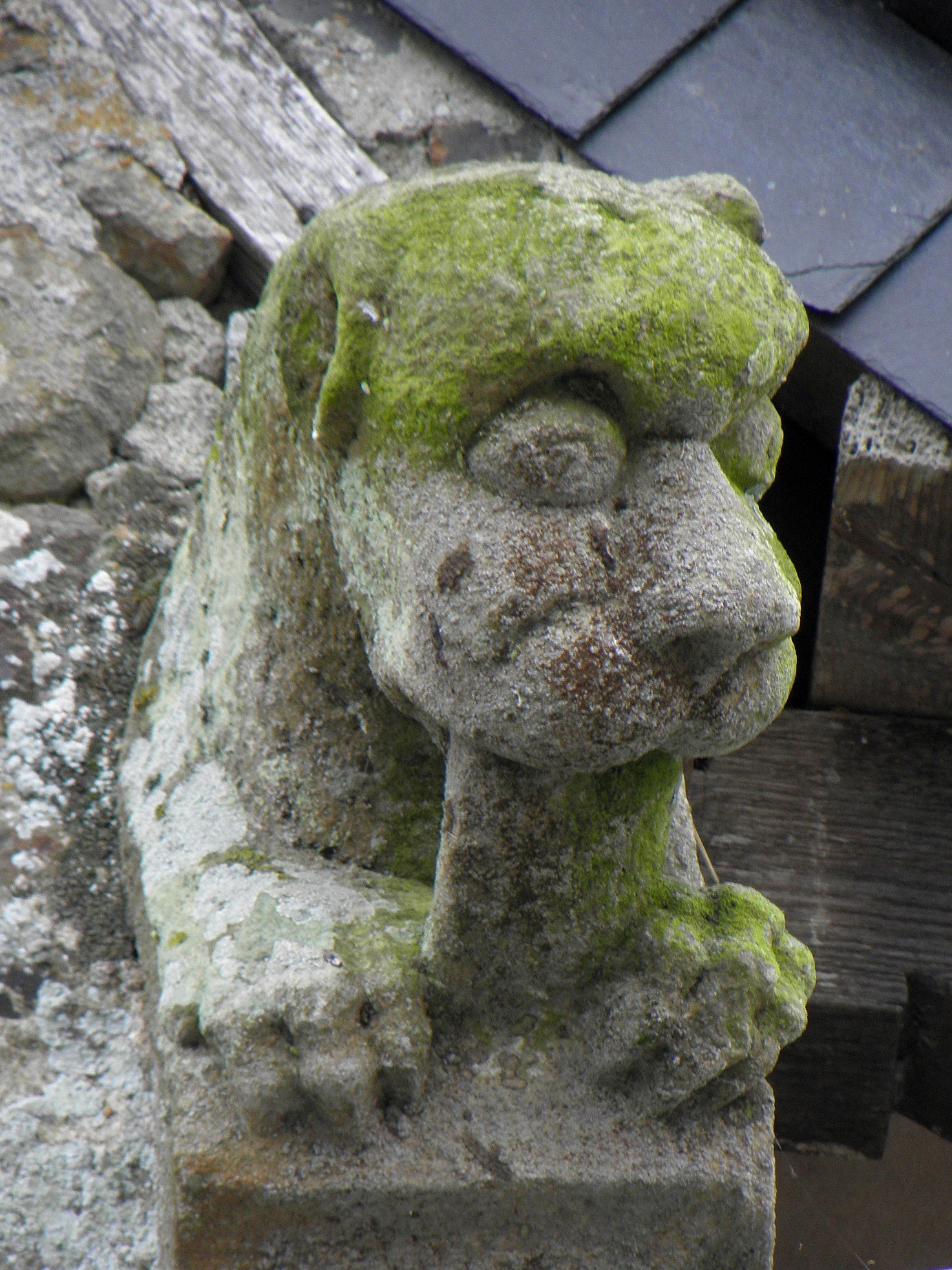
Monstre à l'angle nord-ouest du collatéral septentrional.
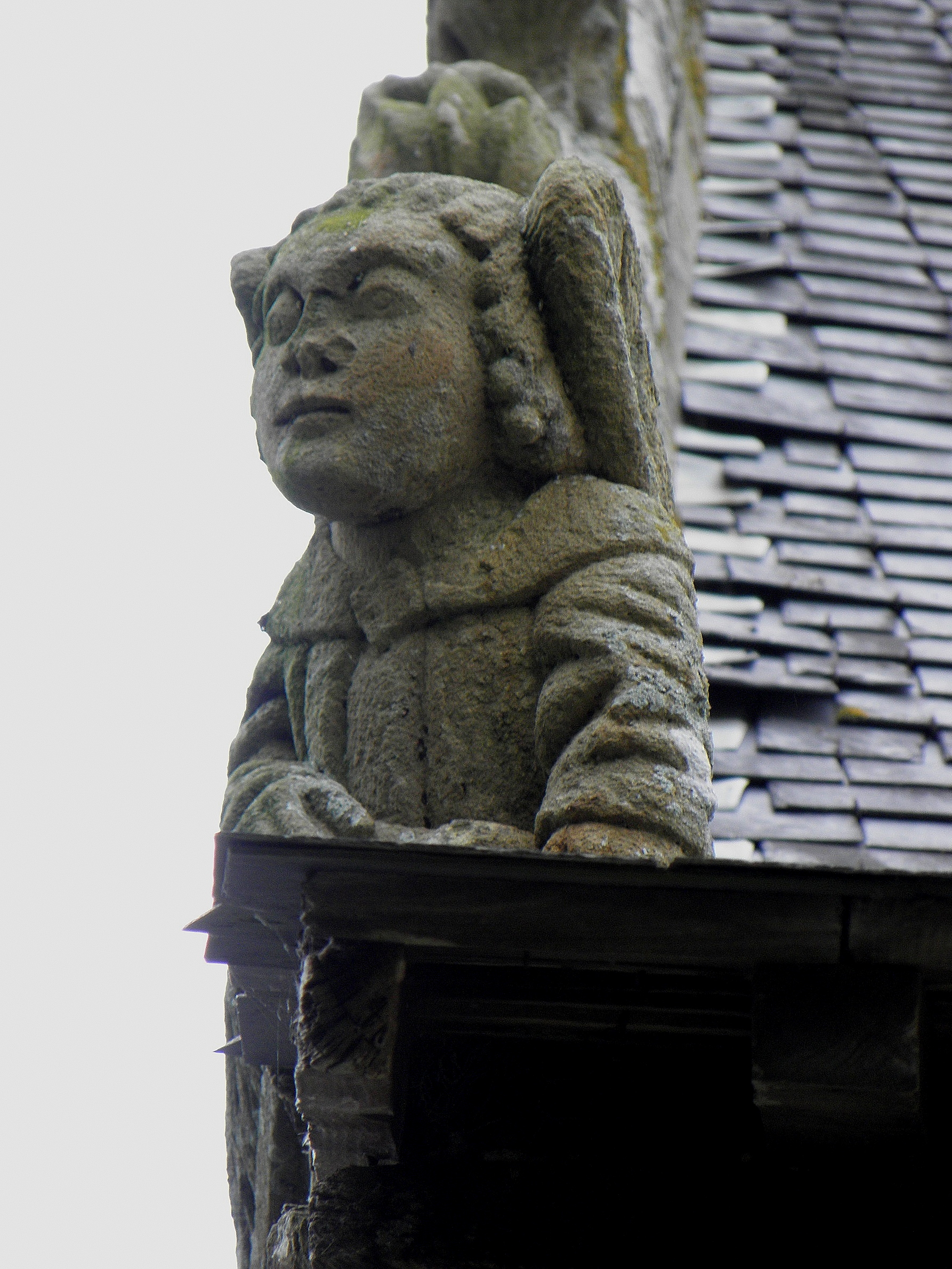
Ange à l'angle sud-ouest du chœur.
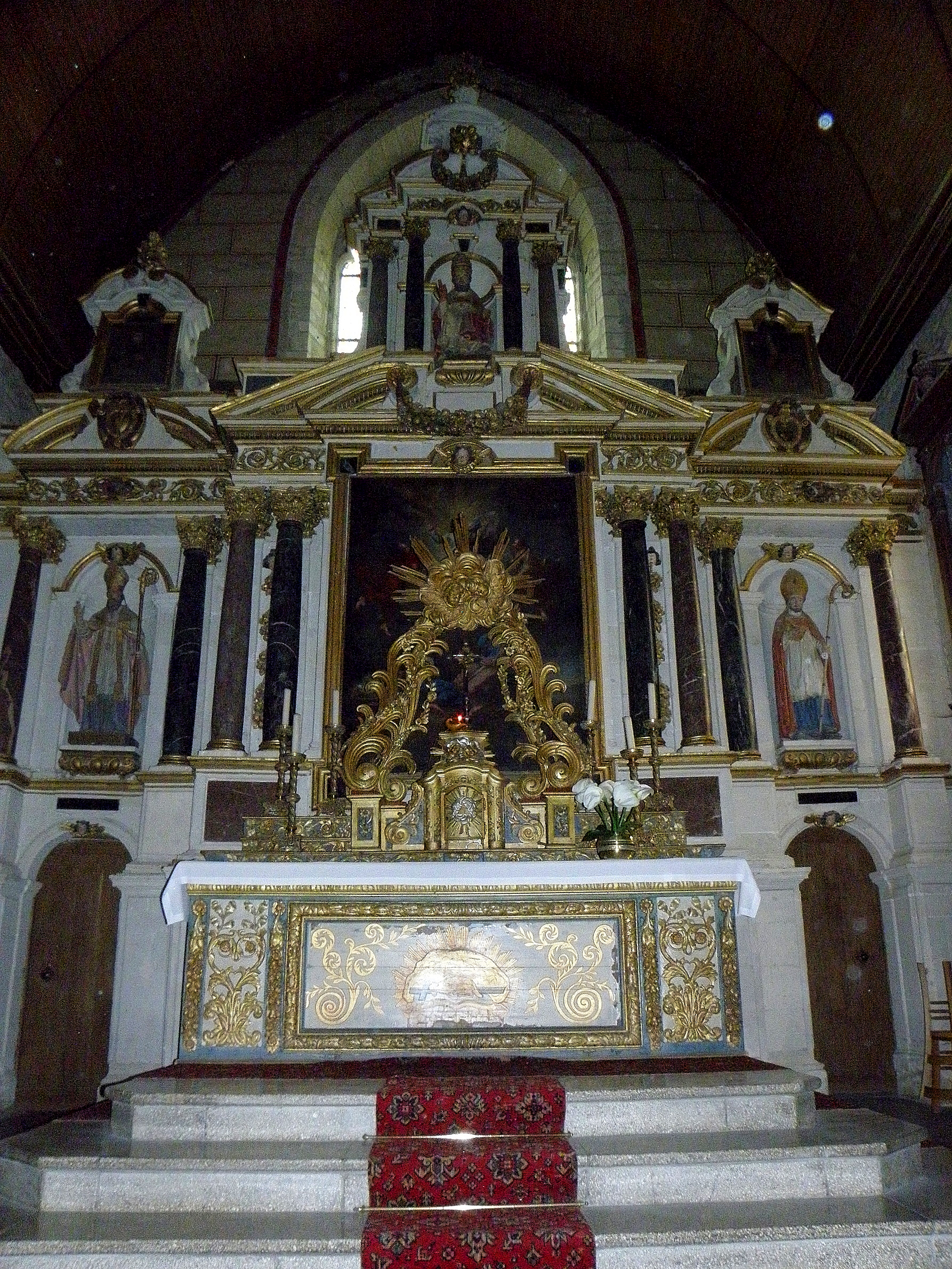
Le maître-autel.
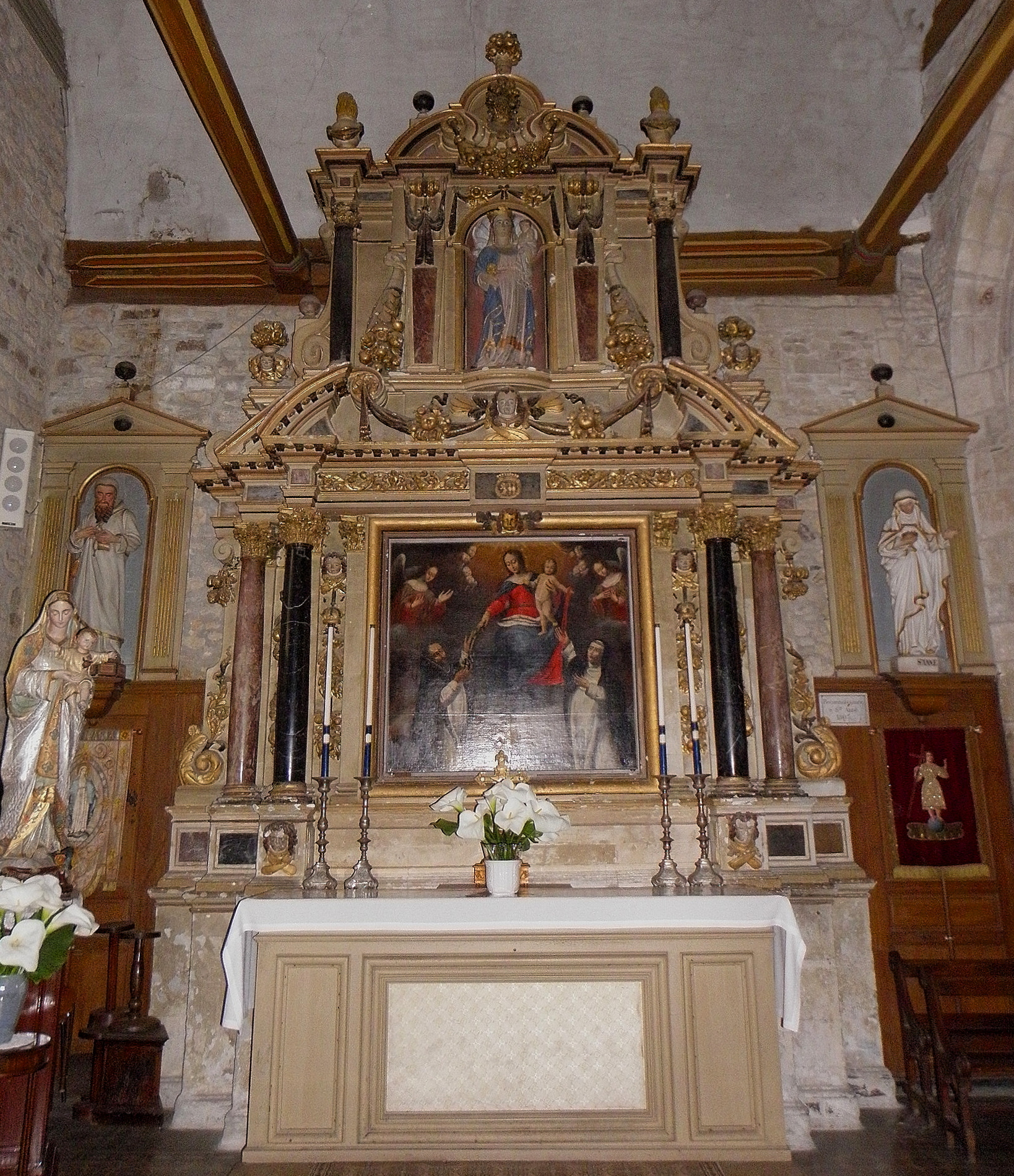
Le retable du Rosaire.
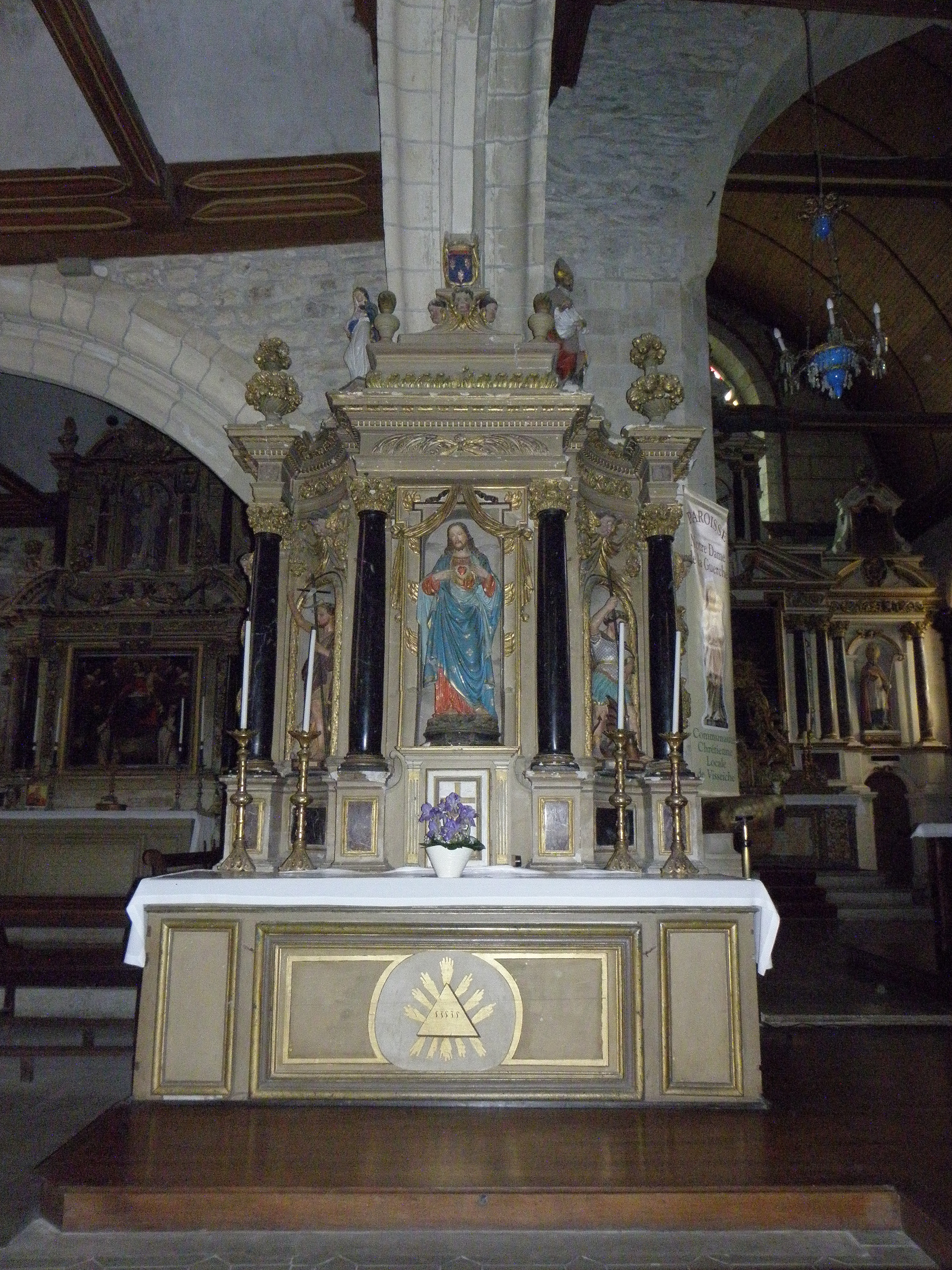
Le retable du Sacré-Cœur.
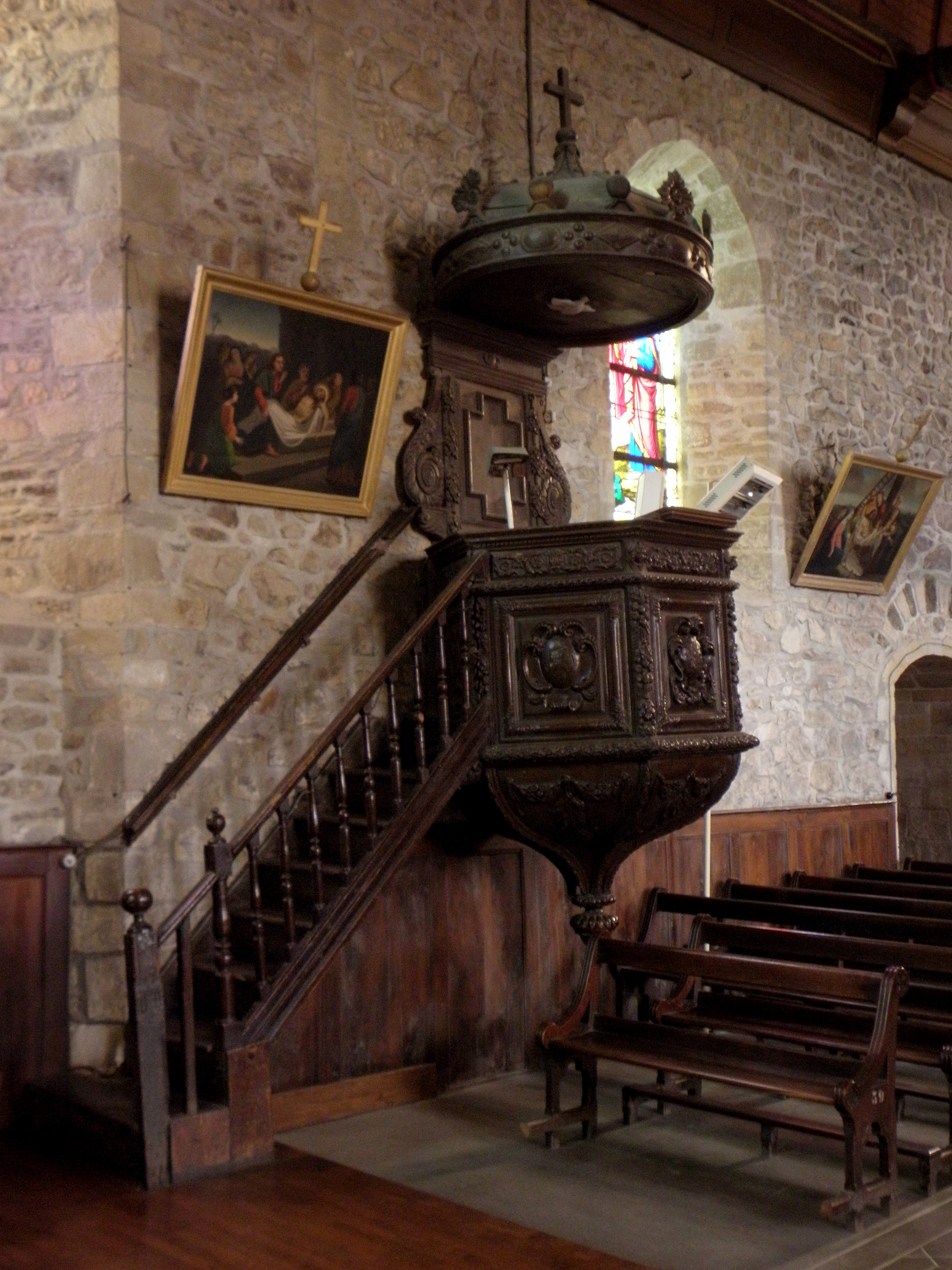
La chaire à prêcher.
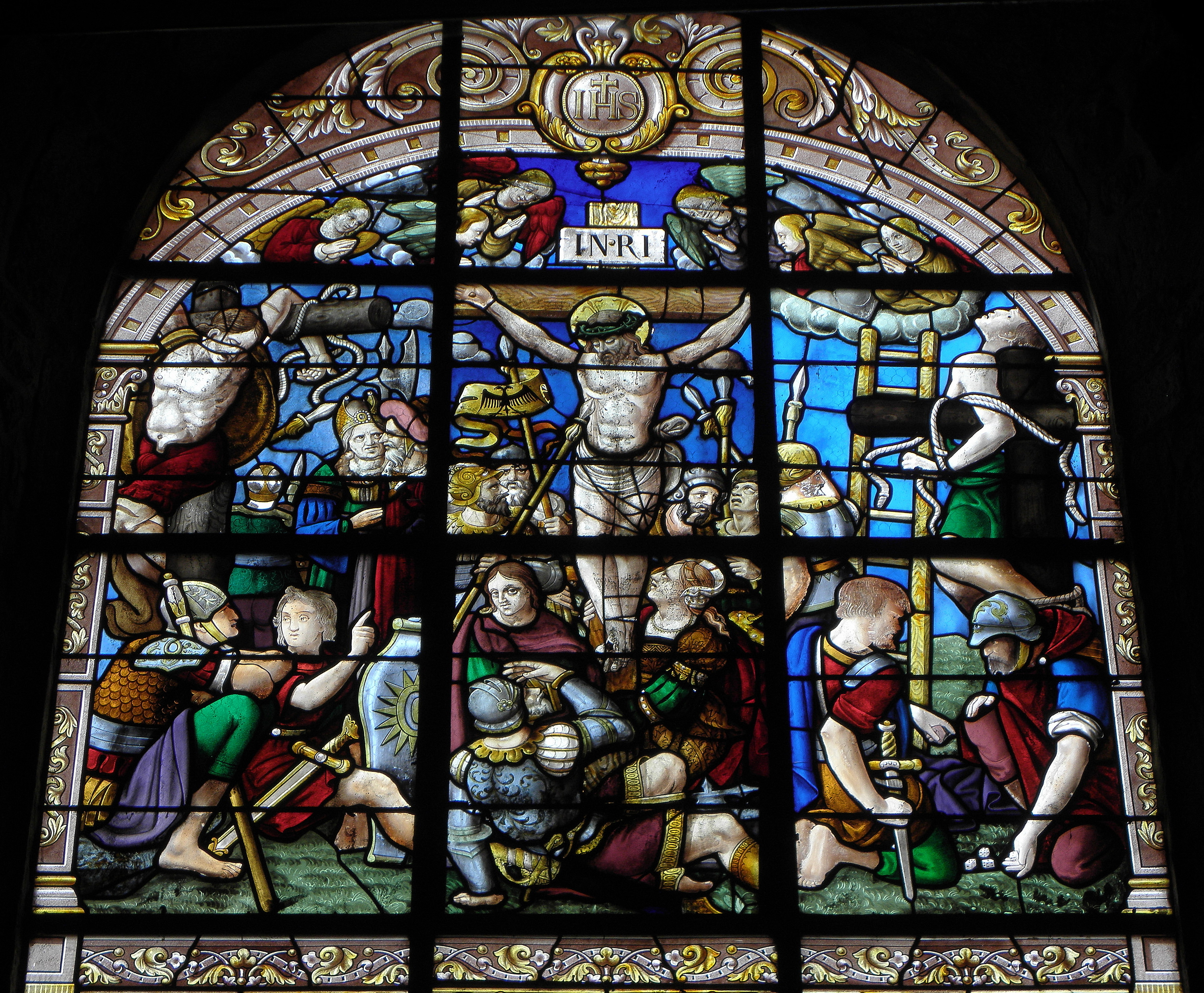
Vitrail de la Crucifixion.
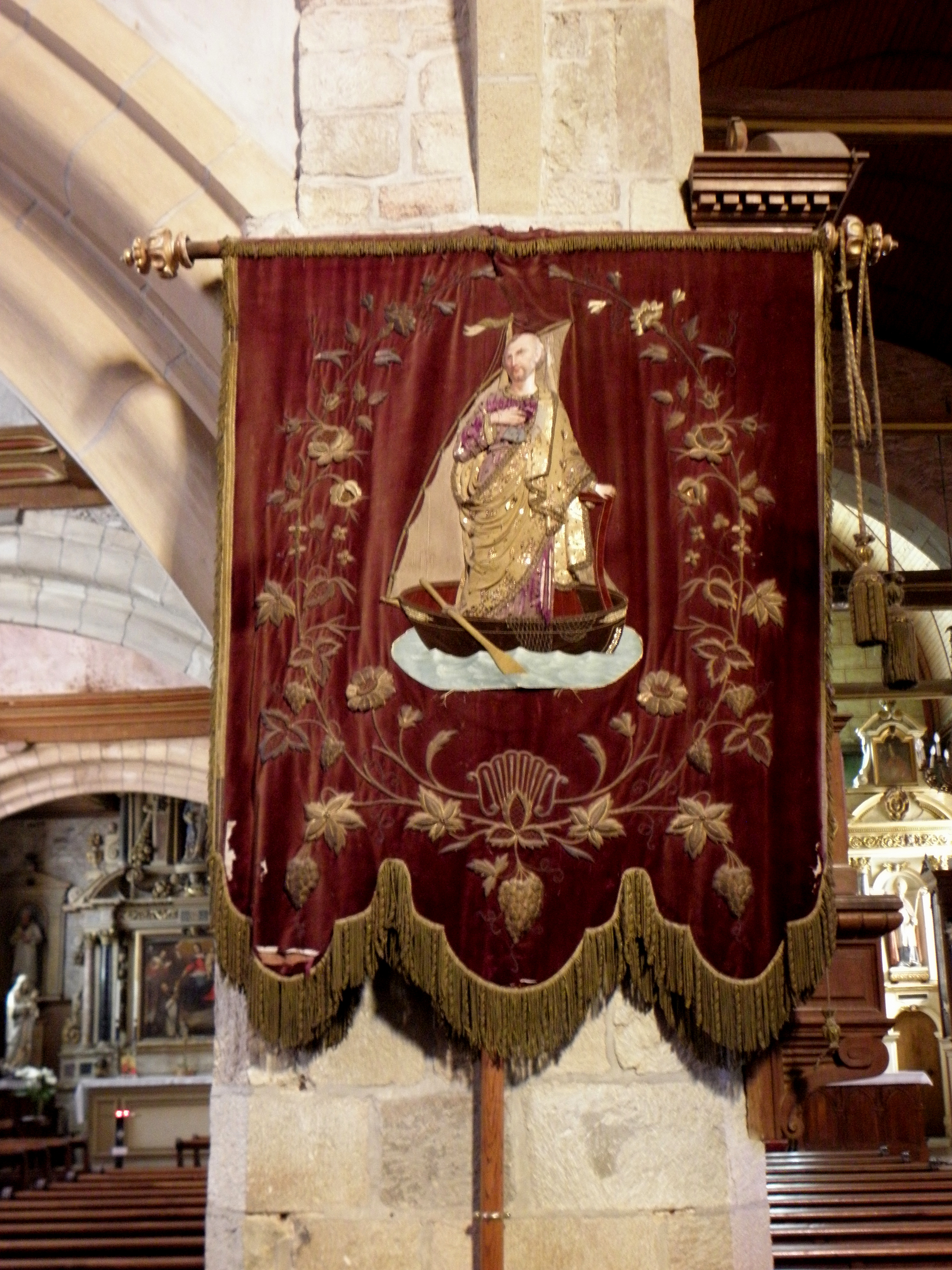
Bannière de procession de saint Pierre.

## Réseaux
Un point de suivi de la qualité des eaux de la Seiche est présent sur la commune.

## Personnalités liées à la commune
Un membre du groupe de musique Baradoz est originaire de Visseiche[réf. nécessaire], d'où la référence de ce village dans le morceau Maeziou.